# (2388) Gaze
Pour les articles homonymes, voir Gase.
(2388) Gaze est un astéroïde de la ceinture principale.

## Description
(2388) Gaze est un astéroïde de la ceinture principale. Il fut découvert le 13 mars 1977 à Naoutchnyï par Nikolaï Tchernykh. Il présente une orbite caractérisée par un demi-grand axe de 2,45 UA, une excentricité de 0,18 et une inclinaison de 2,2° par rapport à l'écliptique.

## Étymologie
Cet astéroïde est nommé en l'honneur de l'astronome soviétique Vera Gaze.

## Compléments